# Amor Perfeito
Amor Perfeito (título en español: Amor Perfecto) es una telenovela brasileña producida y transmitida por TV Globo. Se emitió del 20 de marzo al 22 de septiembre de 2023. La telenovela fue desarrollada por Duca Rachid, Júlio Fischer y Elisio Lopes Jr. y está inspirada en Marcelino, pan y vino, una novela española publicada por José María Sánchez-Silva en 1953. Está protagonizada por Camila Queiroz, Diogo Almeida, Mariana Ximenes, Thiago Lacerda, Daniel Rangel, Carmo Dalla Vecchia, Juliana Alves y Bukassa Kabengele.

## Elenco
- Camila Queiroz como Maria Elisa Rubião "Marê"[6]
- Diogo Almeida como Orlando Gouveia[7]
- Mariana Ximenes como Gilda Torquato Rubião[8]
- Thiago Lacerda como Gaspar Evaristo
- Daniel Rangel como Júlio Medrado[9]
- Carmo Dalla Vecchia como Érico Requião[10]
- Juliana Alves como Wanda Pacheco[11]
- Bukassa Kabengele como Silvio Pacheco
- Carol Castro como Darlene Nogueira[12]
- Allan Souza Lima como Padre João
- Paulo Betti como Anselmo Evaristo[13]
- Zezé Polessa como Cândida Evaristo
- Ana Cecília Costa como Verônica Medrado[14]
- Isabel Fillardis como Aparecida Madureira[15]
- Alan Rocha como Antônio Madureira[16]
- Lucy Ramos como Lívia Albuquerque[17]
- Beto Militani como Ciro Albuquerque
- Maria Gal como Neiva Batista[18]
- Tonico Pereira como Fraile Leão[19]
- Babu Santana como Fraile Severo[20]
- Tony Tornado como Fraile Tomé[21]
- Chico Pelúcio como Padre Diógenes
- Bernardo Berro como Padre Donato "Papinha"[22]
- Antônio Pitanga como Fraile Vitório[23]
- Jorge Florêncio como Emanuel / Jesus
- Kênia Barbara como Lucília Gouveia
- Bruno Montaleone como Ivan Evaristo[24]
- Iza Moreira como Tânia Batista
- João Fernandes como Justino Madureira[25]
- Carol Badra como Ione
- Gustavo Arthiddoro como Ademar
- Genézio de Barros como Dr. Ítalo
- Bárbara Sut como Sônia Madureira[26]
- Cyda Moreno como Celeste
- Mestre Ivamar como Popó Batista
- Glicério do Rosário como Turíbio
- Cristiane Amorim como Catarina
- Raquel Karro como Elza
- Bruno Quixotte como Odilon
- Levi Asaf como Marcelino / Ângelo Gouveia Rubião[27]
- Vitória Pabst como Clarinha Nogueira
- Ygor Marçal como Manoel Madureira[28]
- Valentina Melleu como Aninha[29]
- Davi Queiroz como Tobias Albuquerque[28]

### Participaciones especiales
- Paulo Gorgulho como Leonel Rubião[30]
- Karen Marinho como Maria Eugênia Rubião[31]
- Analu Prestes como Olímpia[32]
- Bruce Gomlevsky
- Breno De Felippo como Ronaldo
- Kyvilin Pádilha como Nadir
- Pedro David como Rodrigo

## Audiencia
| Temporada | Episodios | Primera emisión     | Primera emisión              | Última emisión           | Última emisión               | Prom. de espectadores (Puntos de rating) |
| Temporada | Episodios | Fecha               | Audiencia (Puntos de rating) | Fecha                    | Audiencia (Puntos de rating) | Prom. de espectadores (Puntos de rating) |
| --------- | --------- | ------------------- | ---------------------------- | ------------------------ | ---------------------------- | ---------------------------------------- |
| 1         | 161       | 20 de marzo de 2023 | 19,3                         | 22 de septiembre de 2023 | 20,1                         | 19,5                                     |